# Warwasi
Warwasi è un sito paleolitico situato al di sotto di una roccia a nord di Kermanshah, nell'Iran occidentale. È stato scavato da Bruce Howe sotto la direzione di Robert Braidwood nel 1960. Questo sito contiene una ricca sequenza archeologica dal Paleolitico medio al tardo Epipaleolitico.